# Dominikanki z Wiednia
Dominikanki z Wiednia - autonomiczny klasztor sióstr dominikanek tercjarek założony w Wiedniu w 1870. Ma charakter kontemplacyjno-aktywny, głównym celem jest nauczanie młodzieży. W 1875 dominikanki wiedeńskie otrzymały aprobatę diecezjalną, w 1902 agregację do zakonu dominikanów. W roku 1968, gdy miały pięć domów filialnych, połączyły się z dwoma austriackimi zgromadzeniami w Unię Woli Bożej, odzyskały jednak wraz z dwoma domami filialnymi autonomię w 1974.